# ابن طباطبا علوی
ابى‌الحسن محمد شاعر ملقب به ابن طباطبا علوی (۸۴۷-۹۳۴) شاعر، نقدگر شعر و کاتب عربی اصفهانی بود.

## زندگی
نسبش «ابوالحسن محمد بن احمد بن محمد بن احمد بن ابراهیم بن طباطبا» از نسل حسن بن علی بن ابی‌طالب ذکر شد. ابن طباطبا در اصفهان زاده شد و گویند هیچ‌گاه آنجا را ترک نکرد. او همانجا از بزرگان علم و ادب آموخت و در ۹۳۴/ ۳۲۳ق در اصفهان درگذشت. امیر سراج‌الدین عبدالوهاب تبریزی عالم، عارف، فقیه و شیخ‌الاسلام در حکومت اوزون حسن پادشاه آق‌قویونلو و حکومت شاه‌ اسماعیل صفوی از نسل وی است.

## آثار
- سنام المعالی.
- عیار الشعر.
- الشعر و الشعراء.
- نقد الشعر.
- تهذیب الطبع